# 東員町立東員第一中学校
東員町立東員第一中学校（とういんちょうりつとういんだいいちちゅうがっこう）は、三重県東員町にある公立中学校である。通称「一中（いっちゅう）」。

## 通学区域
- 東員町立神田小学校、東員町立稲部小学校、東員町立三和小学校の校区
  - 筑紫、穴太、瀬古泉、山田、六把野新田、鳥取、八幡新田、大木、北大社、南大社、長深、中上

## 部活動
- 吹奏楽部
- ソフトテニス部
- 男子バレー部
- 女子バレー部
- 男子バスケ部
- 女子バスケ部
- 男子卓球部
- 女子卓球部
- 軟式野球部
- サッカー部